# Centre històric de Linyola
El Centre històric de Linyola és el nucli històric de Linyola (Pla d'Urgell), un conjunt que forma part de l'Inventari del Patrimoni Arquitectònic de Catalunya. Linyola, citada als documents medievals llatins d'època de l'ocupació sarraïna com a Lineola i Linesola, era el centre del Pla d'Urgell, anomenat aleshores Pla de Mascança, que fou reconquerit entre 1076 i 1078 per Ermengol IV d'Urgell El castell i la vila de Linyola foren una possessió del comtat d'Urgell. Durant el segle xiii estigué en mans dels Cardona i dels Cabrera fins que esdevingué vila reial. Linyola es va anar desenvolupant a partir d'un nucli central, presidit pel castell, el record del qual només perdura en la toponímia (carrer, travessia del Castell).
En aquest sector, presidit per l'església parroquial de Santa Maria, es conserven encara alguns grans casals dels segles XVI,XVII i XVIII, construïts sobre porxos. Les muralles i els tres portals que tenien han anat desapareixent en les successives ampliacions i modificacions del traçat urbà. L'església de Santa Maria, d'una sola nau amb capelles laterals entre els contraforts, absis poligonal i campanar de vuit cares sobre el costat esquerre de la façana, és un exemple d'edifici d'estil gòtic molt tardà amb elements plenament renaixentistes (pilastres amb capitells clàssics a l'interior, portades a l'exterior, de les quals la que centra la façana principal podria ser del segle xvii)
Els edificis que conserven una estructura més genuïna són els de l'inici del carrer Major. La casa del núm. 1, en força mal estat, però possiblement poc alterada al llarg dels segles, l'edifici del núm. 3, fet de carreus ben escairats i allisats, el palau renaixentista que es va fer construir el linyolenc Joan Fornés, ara Ajuntament de la Vila, que a la dovella central de la portada duu la data 1556.